# Camposanto (Friedhofstyp)
Camposanto (italienisch „heiliges Feld“) ist die italienische Bezeichnung für Friedhof, besonders für die hofartig umschlossene Ausführung mit einem nach innen offenen Bogengang. Am bekanntesten ist der neben dem Dom in Pisa gelegene Camposanto Monumentale, der von 1278 bis 1283 von Giovanni di Simone erbaut und im 14. und 15. Jahrhundert mit Fresken geschmückt wurde. Er diente unter anderem als Vorbild für den Sebastianfriedhof in Salzburg (1595 bis 1600).

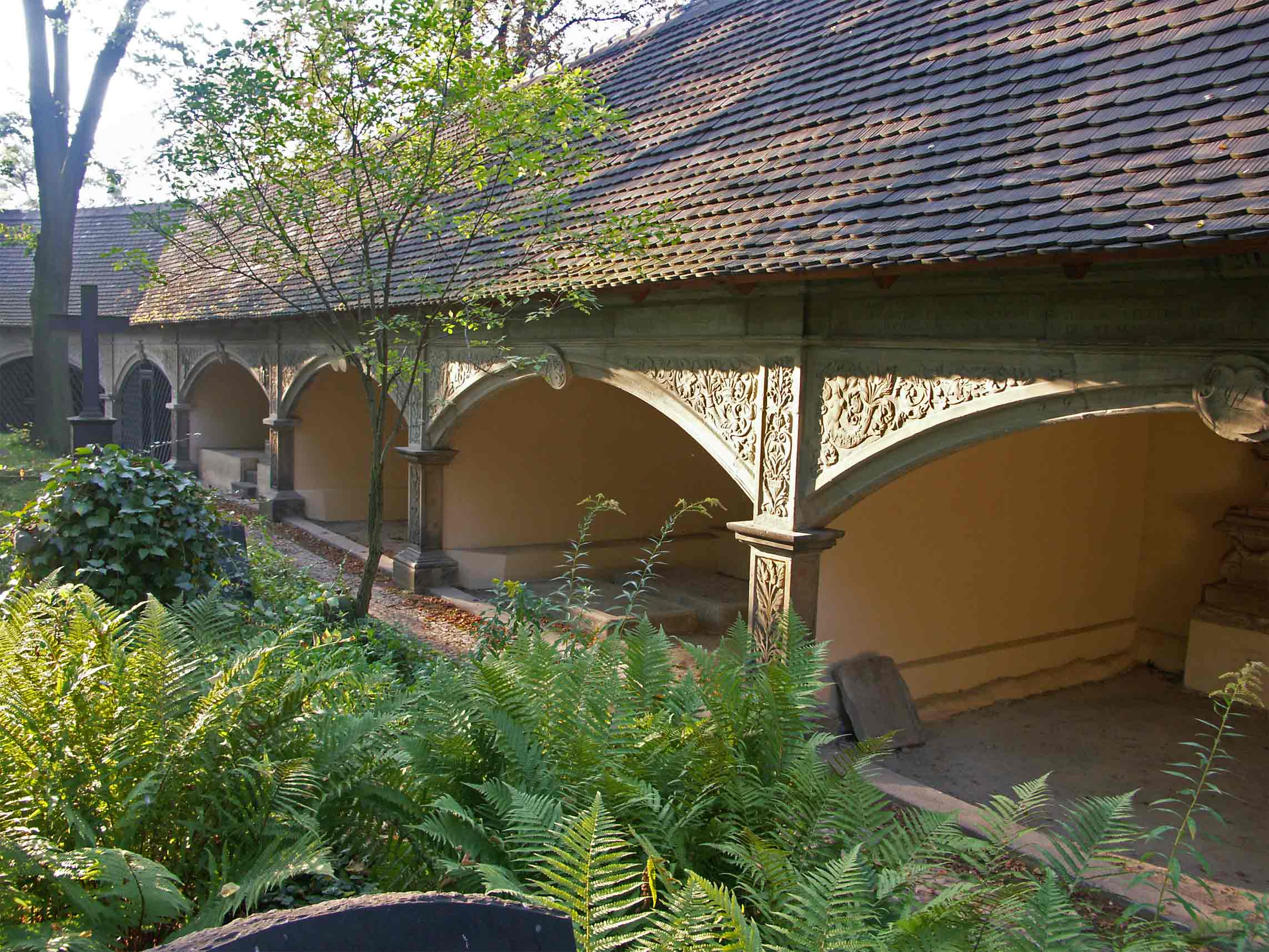
Stadtgottesacker Halle

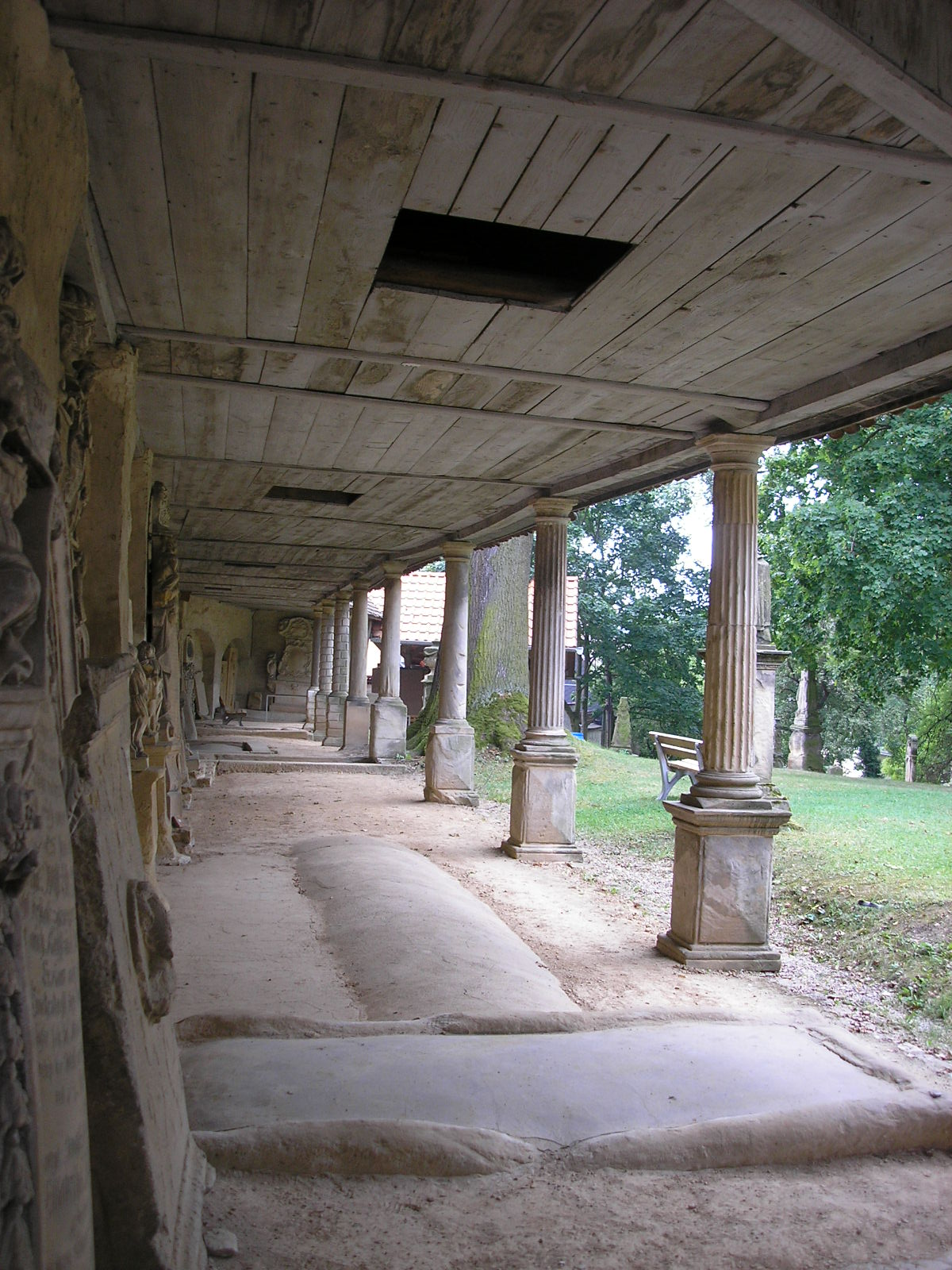
Camposanto in Buttstädt

Infolge der Reformation entstanden im 16. Jahrhundert besonders in Mitteldeutschland derartige Friedhofsanlagen: Leipzig (1536), Arnstadt (1537), Altenburg (1552), Buttstädt (1592), Eisfeld (1554), Eisleben (1538), Gera (1556), Halle (1594), Saalfeld (1553), Weida (1564). Mit Ausnahme des Halleschen Stadtgottesackers, des Eislebener Kronenfriedhofs und des Buttstädter Gottesackers sind von diesen gar nichts mehr oder nur noch wenige Reste erhalten. Der Reformator Martin Luther gibt in seiner Schrift Ob man vor dem Sterben fliehen solle den Rat zur Verlegung der Friedhöfe weg von der Kirche. Diese Begräbnisstätten nannte man dann Gottesacker.
Die Trennung von Kirche und Friedhof veränderte auch die rechtliche Lage. Nunmehr war die Stadt und nicht mehr die Kirche für den Bau und die Instandhaltung der Friedhöfe verantwortlich. Ein zweiter Grund für die Verlegung weg von der Kirche, die sich ja im Zentrum der Siedlung befand, nach außerhalb der Stadtmauern war die Furcht vor Seuchen, insbesondere im Dreißigjährigen Krieg.
Der Begriff Camposanto wurde erst im 19. Jahrhundert gebräuchlich, bezeichnet dann aber eine spezielle Bauform nach italienischem Vorbild. Daran orientierte sich der erste Staatskonservator für die Denkmale in Preußen, der Schinkel-Schüler Ferdinand von Quast (1807–1877), als er ab 1854 hinter dem Chorraum seiner Guts- und Patronatskirche in Radensleben in der damaligen Grafschaft Ruppin einen bis heute erhaltenen Campo Santo für die Angehörigen seiner Familie anlegte.

## Erhaltene Camposanto-Friedhöfe
(Auswahl)
Deutschland:
- Aachen: Westfriedhof, 1899–1905
- Buttstädt: Alter Friedhof, 1592
- Dresden: Neuer Annenfriedhof, 1875
- Halle (Saale): Stadtgottesacker, 1594
- Lindau: Alter Friedhof, 1516
- Lutherstadt Eisleben: Kronenfriedhof, 1533
- München: Alter Südfriedhof, 1819
- München: Alter Nordfriedhof (München), 1866
- Pforzheim: Hauptfriedhof, 1914–1917
- Radensleben (Ruppiner Land): Familienfriedhof für die Familie von Quast, 1854
- Teisendorf (Berchtesgadener Land): Friedhof bei der Pfarrkirche St. Andreas, 1815–1820
- Wangen im Allgäu: Alter Friedhof, 1521

Andere Länder:
- Bologna, Italien: Cimitero Monumentale della Certosa di Bologna, 1801 durch den Umbau eines Kartäuserklosters entstanden
- Jelenia Góra (Hirschberg in Schlesien), Polen: Gnadenkirchhof, 1709
- Pisa, Italien: Camposanto, 1278–1283
- Rom, Italien: Campo Santo Teutonico, 787
- Salzburg, Österreich: Sebastiansfriedhof, 1595–1600
- Steyr, Österreich: Taborfriedhof, 1584